# Eltolási tétel
Az eltolási tétel egy számolási szabályt mond ki a szórásnégyzet és a szórás számítására.
Legyenek {\displaystyle x_{1},\dotsc ,x_{n}} valós számok, és számtani közepüket jelölje {\displaystyle {\overline {x}}}. Ekkor
{\displaystyle \sum _{i=1}^{n}\left(x_{i}-{\overline {x}}\right)^{2}=\left(\sum _{i=1}^{n}x_{i}^{2}\right)-n{\overline {x}}^{2}=\left(\sum _{i=1}^{n}x_{i}^{2}\right)-{\frac {1}{n}}\left(\sum _{i=1}^{n}x_{i}\right)^{2}}.
Ez segíti a tapasztalati szórásnégyzet kiszámítását, különösen egyenként érkező adatok esetén. Ekkor nem kell letárolni az összes {\displaystyle x_{i}}-t (tár), és nem kell végigfutni az összes tagon (számítási idő). Azonban korlátos számítási pontosság esetén a kivonás miatt vészes kiegyszerűsödés jöhet létre, különösen, ha {\displaystyle {\overline {x}}^{2}} sokkal nagyobb, mint a szórásnégyzet. Ekkor segíthet a következő {\displaystyle {\tilde {x}}\approx {\overline {x}}} becslés:
{\displaystyle \sum _{i=1}^{n}\left(x_{i}-{\overline {x}}\right)^{2}=\sum _{i=1}^{n}(x_{i}-{\tilde {x}})^{2}-{\frac {1}{n}}\left(\sum _{i=1}^{n}(x_{i}-{\tilde {x}})\right)^{2}}.
A szakirodalom numerikusan stabilabb számítási módokat is ismer.

## Példa
A minőségbiztosítás keretében kávécsomagokat mérlegelnek. Az első négy csomag súlya grammban:
{\displaystyle 505,500,495,505}
Az átlagos súly:
{\displaystyle {\overline {x}}={\frac {505+500+495+505}{4}}=501{,}25}
A négyzetes eltérések összege:
{\displaystyle {\begin{aligned}Q&=(505-501{,}25)^{2}+(500-501{,}25)^{2}+(495-501{,}25)^{2}+(505-501{,}25)^{2}\\&=14{,}0625+1{,}5625+39{,}0625+14{,}0625\\&=68{,}75\,.\end{aligned}}}
További számítások a tétel alkalmazásához:
{\displaystyle q_{1}=\sum _{i=1}^{n}x_{i}=505+500+495+505=2.005}
{\displaystyle q_{2}=\sum _{i=1}^{n}x_{i}^{2}=255.025+250.000+245.025+255.025=1.005.075}
{\displaystyle Q=q_{2}-{\frac {1}{4}}q_{1}^{2}=68{,}75}
Ezzel például a (korrigált) tapasztalati szórásnégyzet:
{\displaystyle s^{2}={\frac {1}{4-1}}68{,}75\approx 22{,}9\,.}
mivel
{\displaystyle s^{2}={\frac {1}{n-1}}Q\,,}
Ha érkezik még egy csomag, akkor az eltolási tétel szerint a {\displaystyle q_{1}} és {\displaystyle q_{2}} összegeket kell továbbszámolni. Az ötödik csomag súlya 510 gramm. Ekkor
{\displaystyle q_{1}^{\text{új}}=q_{1}+510=2.005+510=2.515\,,}
{\displaystyle q_{2}^{\text{új}}=q_{2}+510^{2}=1.005.075+260.100=1.265.175\,,} végül
{\displaystyle Q^{\text{új}}=q_{2}^{\text{új}}-{\frac {1}{5}}\left(q_{1}^{\text{új}}\right)^{2}=130\,.}
Ezzel az új tapasztalati szórásnégyzet
{\displaystyle s_{\text{új}}^{2}={\frac {1}{5-1}}Q^{\text{új}}=130/4=32{,}5\,.}

## Alkalmazások

### Szúrópróba kovarianciája
Két valószínűségi változó, {\displaystyle x} és {\displaystyle y} a minta különböző tulajdonságait méri, kovarianciájuk
{\displaystyle s_{xy}:=\sum _{i=1}^{n}(x_{i}-{\overline {x}})(y_{i}-{\overline {y}})\ .}
Eltolási tétellel
{\displaystyle s_{xy}=\sum _{i=1}^{n}(x_{i}y_{i})-n{\overline {x}}{\overline {y}}\ .}
A korrigált tapasztalati kovariancia a minta átlagos kovariaciája
{\displaystyle s_{xy}^{*}={\frac {1}{n-1}}s_{xy}\ .}

### Valószínűségi változók

#### Szórásnégyzet
Egy valószínűségi változó szórásnégyzete
{\displaystyle \operatorname {Var} (X)=\operatorname {E} ((X-\operatorname {E} (X))^{2})}
az eltolási tétellel
{\displaystyle \operatorname {Var} (X)=\operatorname {E} (X^{2})-(\operatorname {E} (X))^{2}\ ,}
ami König-Huygens-tételként ismert.
A várható érték linearitásával
{\displaystyle {\begin{aligned}\operatorname {E} {\bigl (}(X-\operatorname {E} (X))^{2}{\bigr )}&=\operatorname {E} {\bigl (}X^{2}-2X\operatorname {E} (X)+\operatorname {E} (X)^{2}{\bigr )}\\&=\operatorname {E} (X^{2})-\operatorname {E} {\bigl (}2X\operatorname {E} (X){\bigr )}+\operatorname {E} {\bigl (}\operatorname {E} (X)^{2}{\bigr )}\\&=\operatorname {E} (X^{2})-2\operatorname {E} (X)\operatorname {E} (X)+\operatorname {E} (X)^{2}\\&=\operatorname {E} (X^{2})-\operatorname {E} (X)^{2}.\end{aligned}}}
Az eltolási tétel általánosabb ábrázolása:
{\displaystyle \operatorname {Var} (X)=\operatorname {E} \left((X-c)^{2}\right)-\left(\operatorname {E} (X)-c\right)^{2},\quad c\in \mathbb {R} }.
Ha {\displaystyle X} diszkrét valószínűségi változó az {\displaystyle x_{i},\,i=1,\dots ,n} lehetséges kimenetekkel, és a hozzájuk tartozó {\displaystyle \operatorname {P} (X=x_{j})=p_{j}} valószínűségekkel, akkor
{\displaystyle \operatorname {Var} (X)=\operatorname {E} ((X-\operatorname {E} (X))^{2})=\sum _{j}p_{j}\left(x_{j}-\sum _{i}p_{i}x_{i}\right)^{2}=\sum _{i}p_{i}x_{i}^{2}-\left(\sum _{i}p_{i}x_{i}\right)^{2}\ .}
Speciálisan, ha {\displaystyle p_{i}={\frac {1}{n}}}, akkor {\displaystyle \operatorname {E} (X)={\overline {x}}={\frac {1}{n}}\sum _{i}x_{i}}, és a fenti képlettel
{\displaystyle {\frac {1}{n}}\sum _{i}\left(x_{i}-{\overline {x}}\right)^{2}={\frac {1}{n}}\sum _{i}x_{i}^{2}-{\overline {x}}^{2}.}
Ha {\displaystyle X} abszolút folytonos valószínűségi változó, és sűrűségfüggvénye {\displaystyle f}, akkor
{\displaystyle \operatorname {Var} (X)=\operatorname {E} ((X-\operatorname {E} (X))^{2})=\int _{-\infty }^{\infty }(x-\operatorname {E} (X))^{2}\,f(x)\,\mathrm {d} x\ .}
Az eltolási tétellel
{\displaystyle \operatorname {Var} (X)=\operatorname {E} ((X-\operatorname {E} (X))^{2})=\int _{-\infty }^{\infty }x^{2}f(x)\,\mathrm {d} x-\operatorname {E} (X)^{2}\ .}

#### Kovariancia
Két valószínűségi változó, {\displaystyle X} és {\displaystyle Y} kovarianciája
{\displaystyle \operatorname {Cov} (X,Y)=\operatorname {E} ((X-\operatorname {E} (X))\cdot (Y-\operatorname {E} (Y)))}
Az eltolási tétellel
{\displaystyle \operatorname {Cov} (X,Y)=\operatorname {E} (XY)-\operatorname {E} (X)\operatorname {E} (Y)}
Diszkrét esetben
{\displaystyle \operatorname {Cov} (X,Y)=\sum _{j}\sum _{k}(x_{j}-\operatorname {E} (X))(y_{k}-\operatorname {E} (Y))\cdot f(x_{j},y_{k})}
illetve
{\displaystyle \operatorname {Cov} (X,Y)=\sum _{j}\sum _{k}x_{j}\,y_{k}\,f(x_{j},y_{k})-\operatorname {E} (X)\cdot \operatorname {E} (Y)\ ,}
ahol {\displaystyle f(x_{j},y_{k})} a közös valószínűségi tömegfüggvény, az {\displaystyle X=x_{j}} és {\displaystyle Y=y_{k}} valószínűségi tömegfüggvényekkel.
Folytonos esetben legyen {\displaystyle f(x,y)} {\displaystyle X} és {\displaystyle Y} közös sűrűségfüggvénye az {\displaystyle x}, {\displaystyle y} helyen. Ekkor a kovariancia
{\displaystyle \operatorname {Cov} (X,Y)=\int _{-\infty }^{\infty }\int _{-\infty }^{\infty }(x-\operatorname {E} (X))(y-\operatorname {E} (Y))\cdot f(x,y)\,\mathrm {d} y\,\mathrm {d} x}
illetve
{\displaystyle \operatorname {Cov} (X,Y)=\int _{-\infty }^{\infty }\int _{-\infty }^{\infty }xy\,f(x,y)\,\mathrm {d} y\,\mathrm {d} x-\operatorname {E} (X)\cdot \operatorname {E} (Y)\,}

## Bizonyítás
A legegyszerűbb esetben adottak az {\displaystyle x_{1},x_{2},\ldots ,x_{n}} számok, amelyek például egy szúrópróbából származnak. A négyzetes eltérések összegének számítása:
{\displaystyle Q=\sum _{i=1}^{n}(x_{i}-{\overline {x}})^{2}\ ,}
ahol
{\displaystyle {\overline {x}}:={\frac {1}{n}}(x_{1}+x_{2}+\ldots +x_{n})={\frac {1}{n}}\sum _{i=1}^{n}{x_{i}}}
a számok számtani közepe. Az eltolási tétel egy kis további számolással belátható:
{\displaystyle Q=\sum _{i=1}^{n}(x_{i}^{2}-2x_{i}{\overline {x}}+{\overline {x}}^{2})=\left(\sum _{i=1}^{n}x_{i}^{2}\right)-2{\overline {x}}\left(\sum _{i=1}^{n}x_{i}\right)+n{\overline {x}}^{2}}
{\displaystyle \quad =\left(\sum _{i=1}^{n}x_{i}^{2}\right)-2{\overline {x}}\cdot n{\overline {x}}+n{\overline {x}}^{2}=\left(\sum _{i=1}^{n}x_{i}^{2}\right)-n{\overline {x}}^{2}}.